# 馬克斯·艾曼紐
馬克斯·艾曼紐·森席（1976年9月21日—）生於克羅挨西亞共和國，假声男高音歌手，以前是一位童声高音歌手。

## 生平
馬克斯·艾曼紐·森席很小的时候就接受了母亲的声乐训练。當他在六歲的時候，就在他的家鄉唱了莫扎特歌剧魔笛裡午夜后的复仇咏叹调。而在1986，他成为了維也納少年合唱團的一員，并担任合唱团的第一童声高音独唱。作为一位童声高音歌手，Cencić的声音华丽而且富有力量。在当时的合唱团艺术总监Uwe Christian Harrer的帮助下，Cencić在Philips以合唱团的名义录制了独唱专辑Exsultate, jubilate，其中，Cencić在钢琴伴奏下唱的圆舞曲Frühlingsstimmen, Op. 410（春之声）让人印象深刻。Cencić的表现如此之好，以至于他暂时的帮助维也纳少年合唱团回击了外界“从70年以来就开始走下坡路”的批评。他还在其它几张維也納少年合唱團专辑中独唱。
在92年变声以后，Cencic离开了維也納少年合唱團，并开始了以假声男高音（male soprano）的身份的独唱生涯，继续演唱女高音声部。直到1997年，他都在欧洲、美国、日本的各种音乐会上表演。
之后，他休整了一段时间，在2000年以女低音声部的假声男高音歌手（countertenor）的身份复出，参与录制了多张巴洛克时期的声乐专辑。

## 專輯

### 作为童声高音歌手
- Exsultate, jubilate
- Portrait
- High Mass at the Viennese Court
- Angelic Voices
- Handel The Messiah
- Sacred Songs
- Handel Arias
- Vienna Boys Choir Sing Mozart

### 作为假声男高音歌手
- Highlights One
- Highlights Two
- Schöne Fremde
- Auf Flugeln des Gesanges
- Mozart: Zauberfloete
- Domenico Scarlatti: Cantate d'amore
- Max Emanuel Cencic:The Vivaldi Album

## 外部連結
- Cencić的个人网站 （页面存档备份，存于）
- Cencić 在 The Boy Choir & Soloist Directory （页面存档备份，存于）
- Cencić 在 www.boytreble.net[永久]